# دهه ۱۰۶۰ (میلادی)
دهه ۱۰۶۰ صد و ششمین دهه تقویم میلادی است.

## درگذشتگان
‎